# Яличанський заказник
Яличанський заказник — гідрологічний заказник місцевого значення. Об'єкт розташований на території Звенигородського району Черкаської області, село Майданівка.
Площа — 3 га, статус отриманий у 1979 році.